# Chwarszczany
Chwarszczany (niem. Quartschen) – wieś w Polsce położona w województwie zachodniopomorskim, w powiecie myśliborskim, w gminie Boleszkowice.
W latach 1975–1998 miejscowość administracyjnie należała do województwa gorzowskiego.

## Toponimia
Słowiańska nazwa wsi Chvartsane pochodziła prawdopodobnie od słowa chvarst – chrust, z sufiksem -'anie > -any. Było to określenie ludzi mieszkających na terenie porośniętym chrustem.
Nazwa na przestrzeni wieków: Chvartsane 1232; Quarsan 1247; Qverzan 1262; Quarczano 1284; datum Quarthen 1325; Qwartczen 1351; Quartzen 1544; Quartschen 1857; Quartschen do 1945.
Po przejęciu wsi przez administrację polską w 1945 roku początkowo używano nazwy Kwarczyn, zaproponowanej przed wojną przez Stanisława Kozierowskiego. Ostatecznie rozporządzeniem Ministrów Administracji Publicznej i Ziem Odzyskanych z dnia 1 lipca 1947 roku wprowadzona została nazwa Chwarszczany.

## Położenie
Wieś znajduje się 11 km na północ od Kostrzyna nad Odrą i 40 km na zachód od Gorzowa Wielkopolskiego.
Zgodnie z podziałem fizycznogeograficznym Polski według Kondrackiego teren, na którym położone są Chwarszczany należy do prowincji Nizina Środkowoeuropejska, podprowincji Pojezierza Południowobałtyckiego, makroregionu Pojezierze Południowopomorskie oraz w końcowej klasyfikacji do mezoregionu Równina Gorzowska.

## Środowisko przyrodnicze
Na terenie gminy Boleszkowice znajduje się złoże torfu mechowiskowego „Chwarszczany”. Zajmuje ono zagłębienie wytopiskowe porośnięte lasem stanowiące obecnie użytek ekologiczny („Torfowisko Gudzisz”). Zasoby torfu wynoszą (według IMUZ Falenty): 183 tys. m³ oraz gytii ilastej 205 tys. m³. Występujące w złożu torfy posiadają miąższość do 2,8 m (popielność 14%, stopień rozkładu 25%). Złoże nie jest wskazane do prowadzenia eksploatacji.

## Historia
- I tysiąclecie p.n.e. (kultura łużycka, ok. 1400–450 p.n.e.) – pierwsza fala osadnictwa; w miejscu dzisiejszych piaszczystych nieużytków na północ od drogi do Drzewic (obecnie w granicach Kostrzyna nad Odrą) istniała osada kultury łużyckiej[7]
- I w. p.n.e.–I w. n.e. – druga fala osadnictwa, która wzniosła na miejscu starszej osadę hutniczą; wieś „hutników” funkcjonowała nad Myślą przez kilka wieków; prace archeologiczne odsłoniły ślady znacznych rozmiarów osady w postaci jam, jakie ówcześnie znajdowały się wewnątrz domostw pełniąc funkcje gospodarcze jako składziki, spiżarnie, miejsca przechowywania naczyń, a także palenisk – pieców. W części dawnej osady ponad śladami starszych domostw znaleziono kilka pozostałości pieców służących do wytopu żelaza, tzw. dymarek. Kolejne stulecia to okres zastoju osadniczego[8][9].
- VIII-poł. X w. – w widłach Odry i dolnej Warty znajduje się odrębna jednostka terytorialna typu plemiennego[10], prawdopodobnie powiązana z plemieniem Lubuszan. Na północy od osadnictwa grupy cedyńskiej oddzielały ją puszcze mosińska (merica Massen) i smolnicka (merica Smolnitz). Mieszkańcy zajmowali się gospodarką rolniczo-hodowlaną.
- 960–972 – książę Mieszko I opanowuje tereny nadodrzańskie, obejmujące obręb późniejszej kasztelani cedyńskiej, ziemię kiniecką i kostrzyńską[11]
- 1005 (lub 1007) – Polska traci zwierzchność nad Pomorzem[12], w tym również nad terytorium w widłach Odry i dolnej Warty
- 1112–1116 – w wyniku wyprawy Bolesława Krzywoustego, Pomorze Zachodnie uznaje zwierzchność lenną Polski

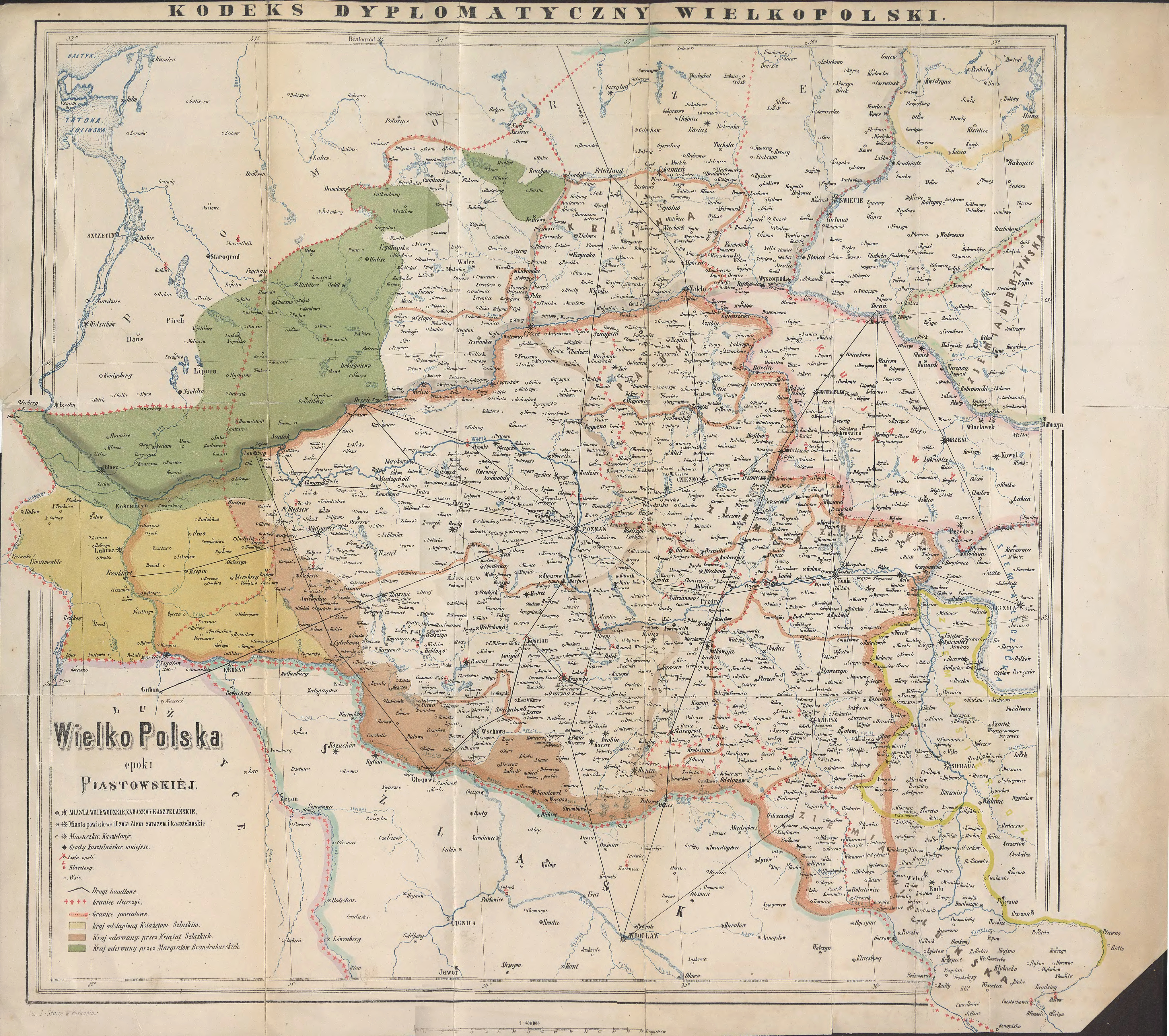
Mapa Wielkopolski epoki Piastów z XIX-wiecznego Kodeksu dyplomatycznego Wielkopolski z zaznaczonymi Chwarszczanami

- Pocz. XIII w. – obszar na północ od linii Noteci-dolnej Warty i zachód od Gwdy w dorzeczu Myśli, Drawy, środkowej Iny, stanowi część składową księstwa pomorskiego; w niewyjaśnionych okolicznościach zostaje przejęty przez księcia wielkopolskiego Władysława Laskonogiego, a następnie jego bratanka, Władysława Odonica[13]
- 1232 – książę wielkopolski Władysław Odonic nadaje templariuszom, obok posiadłości w Wielkopolsce, wieś Chwarszczany wraz z 1000 łanami ziemi (ok. 15-17 tys. ha) między Odrą, Wartą i Myślą[14].

Nie jest pewne, czy w 1232 r. książę wielkopolski Władysław Odonic władał ziemią kostrzyńską, czy też książę śląski Henryk I Brodaty, którego to niektórzy historycy uważają za rzeczywistego autora tego nadania (być może w roku 1229). Henryk I Brodaty nie miał w zwyczaju wystawiania dokumentów fundacyjnych, ograniczając się jedynie do ogłoszenia faktu fundacji na wiecu. W XIV-wiecznym nekrologu joannitów, następców templariuszy w Chwarszczanach, to właśnie księcia Henryka Brodatego określa się mianem fundatora komturii w Chwarszczanach. Ponadto w tym samym roku biskup lubuski Wawrzyniec, bliski współpracownik księcia śląskiego, przekazuje na rzecz templariuszy należne sobie dziesięciny z 1000 łanów ziemi leżącej nad rzeką Myślą w ziemi kostrzyńskiej („in confinio Cozsterine apud fluvium Mizle in episcopatu Lubucensi”). W zamian za to biskup i kapituła zastrzegają dla siebie roczną daninę w postaci 1 miary lubuskiej pszenicy i 1 miary lubuskiej żyta z każdego łanu, z wyłączeniem jedynie tzw. łanów sołtysich.
Informacje źródłowe na temat pochodzenia i liczebności komturii są skąpe. Templariusze chwarszczańscy pochodzili z nieokreślonej komandorii zakonnej w prowincji niemieckiej, być może w Tempelhof (obecnie w granicach administracyjnych Berlina). Można przypuszczać, że było to kilku rycerzy z giermkami oraz kapelan, tak jak w innych konwentach.
- 1234 – posiadłości chwarszczańskich templariuszy powiększają się o wieś Dargomyśl i 200 łanów ziemi nad rzeką Myślą („...Dargumiz in terra Chinz iuxta Aquam, que Mizla wlgari nomine appellatur, cum Ducentis mansis, cum omni libertate et utilitate, nec non Jure Teutonicali contulimus et donamus possidendam...”[19]); nadanie to niewątpliwie pochodziło od Henryka Brodatego, który w tym czasie zajął ziemię kiniecką, ale dokument fundacyjny wystawił książę pomorski Barnim I, podkreślając w ten sposób swoje uprawnienia do tego obszaru[20]
- 1241 (lub 1243) – wielmoża Wołost (lub Włost; Comite Volostone) uposaża chwarszczańskich templariuszy posiadłościami z ośrodkiem w Oborzanach oraz Lubnie[21], zapewne jako wynagrodzenie strat poniesionych przez zakon w bitwie pod Legnicą z Tatarami[22]
- 18.01.1247 – papież Innocenty IV zatwierdza dobra templariuszy m.in. w Chwarszczanach, ziemi kinieckiej i Baniach („...terras, redditus, possessiones et alia bona vestra, que in de Quarsan, de chins, de banen, de lezenitze, de henrikestorpe, de tempelbergbe, de Marquardestorpe, de Nyentemple, de Colaz villis el terris habitis...”[23])
- Około 1250 – po płn.-zach. stronie chwarszczańskiego założenia wybudowano romańską, granitową kaplicę
- Poł. XIII w. – wskutek ekspansji askańskiej większość dóbr templariuszy na śląskim i wielkopolskim pograniczu znajduje się w obrębie Marchii Brandenburskiej. Margrabiowie rozpoczynają intensywną działalność osadniczą i kolonizatorską, akcję nadań ziemi rycerstwu oraz uposażenia i przywileje dla miast. Jednocześnie podważają prawa własności do niektórych posiadłości zakonnych.
- 13.02.1259 – książę kaliski Bolesław Pobożny potwierdza nadania swego ojca, Władysława Odonica („...Totam Terram, Custeryn vulgariter nuncupatam, cum Agris, villis, aquis ac omnibus utilitatibus ad eandem terram pertinentibus... contulit perhenniter et perpetue possidendam, theloneo nobis duntaxat de magnis navibus allecia deportantibus reservato, a quorum solutione homines eorundem fratrum voluit esse liberos et immunes...”[24]); zakonnicy wystarali się prawdopodobnie o ten dokument ze względu na roszczenia margrabiów brandenburskich do ich dóbr
- 31.12.1262[25] – Jan i Otton z dynastii askańskiej zawierają ugodę z Widekindem (Widekinusem), mistrzem templariuszy w Niemczech i krajach słowiańskich, na mocy którego templariusze w zamian za zrzeczenie się praw do miejscowości leżących przy drodze do Gorzowa (oppidum – prawdopodobnie przedlokacyjna osada targowa pod Kostrzynem, Kłośnica, Warniki, Dąbroszyn, Pudignowe i Witnica) oraz dóbr komandorii w Myśliborzu, otrzymują potwierdzenie posiadania komandorii chwarszczańskiej wraz z dziesięcioma wsiami (Bogusław, Carkzowe?, Cychry, Dargomyśl, Dębno, Gudzisz, Krześnica, Nyvik?, Oborzany, Sarbinowo); formą zadośćuczynienia jest dodatkowo wieś Kaleńsko w ziemi kostrzyńskiej, będąca wcześniej w posiadaniu rycerskim („...opidum cum omni iure, quod in ipso habuimus, insuper et has villlas Cloznitz, Warnik, Tamprosowe, pudignowe, et witze cum earundem terminis et distinctionibus, iuribus et utilitatibus, sicut eas dignoscimur usque ad hec tempora possedisse... videlicet curia Quartzan, tyscher, willekinesdorp, torbamsdorp, boguzlawe, dargumizle, Obran, damme, Carkzowe, Gutistorp et Nywik, conferentes insuper nobis et domui nostre villam culinkze cum aliis villis prenominatis tytulo perpetue possidendos...”[26])

Chwarszczany określane są mianem „curia” (oznaczającym w średniowiecznej łacinie dwór, gospodarstwo dworskie, folwark), komendant zaś występował jako zarządzający „des Hofes Quartzen”, a więc jego siedziba miała raczej charakter folwarku aniżeli zamku. Założenie obronno-gospodarcze obejmowało kaplicę, wielką salę, budynki mieszkalne oraz stajnie, spichlerze i owczarnie.
- 23.04.1280 – konsekracja przez biskupa lubuskiego nowej ceglanej świątyni w Chwarszczanach, pod wezwaniem Wszystkich Świętych[28]
- 5.11.1282 – książę wielkopolski Przemysł II zatwierdza fundację Odonica i zwalnia zakon od świadczeń na rzecz panującego[29]
- 12.11.1284 – biskup lubuski Konrad transumuje dokument księcia Przemysła II z 5.11.1282 r. zatwierdzający dobra chwarszczańskich templariuszy[29]
- 27.10.1286 – w komandorii przybywają wraz z dworem margrabiowie Otto V i Otto VI Młodszy; następnie margrabia Otto VI wstąpił w szeregi chwarszczańskich templariuszy (przebywał tu do stycznia 1289 r., gdy przeniósł się do klasztoru cystersów w Lehnin(inne języki))
- 1291 – komtur Chwarszczan Bernard von Eberstein (dotychczasowy komandor Rurki) występuje z tytułem preceptora (zwierzchnika) zakonu na Polskę, Sławię (Pomorze) i Nową Marchię, podległego preceptorowi Niemiec; w 1308 r. preceptor prowincjonalny rezyduje już w Oleśnicy Małej
- 1295 – templariusze z Chwarszczan podpisują układ z biskupem kamieńskim Wisławem w sprawie dziesięcin oraz nabywają od joannitów wsie Warniki i Dąbroszyn[30]
- 23.04.1295 – margrabia Albrecht III dokonuje rozgraniczenia posiadłości własnych i chwarszczańskich templariuszy[31]
- 1303 – komandoria chwarszczańska otrzymuje potwierdzenie nadań od biskupa poznańskiego Andrzeja[30]
- Przed 1307 – templariusz Jan Wartemberg funduje ołtarz pw. św. Jana i św. Katarzyny oraz Wszystkich Świętych w chwarszczańskiej kaplicy[30]
- 12/13.10.1307 – aresztowanie francuskich templariuszy
- 13.09.1308 – pomimo że wieś Cychry (Scicheher) należała do templariuszy, margrabia Waldemar sprzedaje ją w imieniu templariusza Guntherusa de Kothen mieszczanom frankfurckim Tomaszowi i Janowi Hokeman, prawdopodobnie spodziewając się rychłej kasacji zakonu; transakcja została zapewne unieważniona lub wieś odkupiono, gdyż znalazła się następnie w posiadaniu chwarszczańskich joannitów[30] („... quod frater Guntherus de Kothen vendidit discretis viris Thome et Johanni, germanis doctis hokeman et eorum veris heredibus villam Scicheber cum universis et singulis attinenciis, cum omni seruicio et cum omni iure, utilitate et usufructu, quosumque nomine canseatur, prout ipsam villam predictus frater Guntherus et sui confratres habuerunt et pariter possiderunt, iusto et consueto tytulo perpetuis temporibus possidentam libere et habendam (...))[32]
- 2.05.1312 – rozwiązanie zakonu templariuszy bullą Ad providam papieża Klemensa V
- 1312 – posiadłości templariuszy na obszarze Marchii zajmują margrabiowie brandenburscy
- 1318 – w układzie zawartym w Cremmen, negocjowanym przez przedstawicieli przeora niemieckiego – Pawła z Modeny i Leonarda de Tiburtis, margrabiowie brandenburscy potwierdzili joannitom posiadanie dóbr templariuszy
- 6.05.1325 – w Chwarszczanach przebywa margrabia brandenburski Ludwik wraz z Hasso i Henrykiem von Wedel; prawdopodobnie byli goszczeni już przez joannitów
- 2.04.1335 – w Chwarszczanach wymienia się joannitów jako właścicieli; dokument informuje, iż komtur Gebhard von Bortfelde przeznaczył templariuszom Bertramowi i Bosonowi von Greifenberg 7 grzywien brandenburskich jako rekompensatę za ufundowanie przez nich kilka lat wcześniej ołtarza w kościele parafialnym w Chojnie[30]
- 16.11.1345 – chwarszczańscy joannici otrzymują od margrabiego Ludwika wieś „Bucholt prope Bernowe” (nieznana wieś Buchholtz w okolicach Barnówka)[33], którą w 1338 r. nadał Betkinowi von der Ost i jego szwagrowi Dobergastowi von Santzkow (Dobrogostowi Nałęcz z Szamotuł) wraz z Goszkowem[34][35]
- 1346 – chwarszczańscy joannici otrzymują dochody z czynszu na polach Mieszkowic[30]
- 1350 – komtur w Chwarszczanach zostaje upomniany przez papieża z powodu lekceważenia klątwy rzuconej na margrabiego Ludwika Starszego, który zajął ziemie biskupa lubuskiego Stefana II[30]
- 10.02.1351 – margrabiowie Ludwik Starszy i Ludwik rzymski przyznają kaplicy uposażenie w formie renty z pól Mieszkowic na utrzymanie ołtarzy św. Jana Ewangelisty i św. Katarzyny w „capella curie Quartzen”
- 14.03.1354 – zawarta zostaje ugoda pomiędzy margabią a biskupem lubuskim Henrykiem, w wyniku której margrabia miał wypłacać biskupowi przez następne 10 lat 900 grzywien brandenburskich srebra jako odszkodowanie; układ poręczyli komtur i bracia zakonni z Chwarszczan[36]
- 1373 – pod zwierzchnictwem Korony Czeskiej dynastii Luksemburgów
- 1382 – układ w Heimbach, w którym uzgodniono podział kompetencji pomiędzy przeorem niemieckim joannitów a stałym urzędem przeora brandenburskiego (peceptor, Herrenmeister), w dobie nowożytnej nazywanego baliwem. Początkowo baliwowie rezydowali w Chwarszczany i Łagowie. W 1428 r. zakon joannitów nabył zamek w Słońsku i tam przeniósł rezydencję baliwów.
- Pocz. XV w. – joannici ufundowali w chwarszczańskiej kaplicy zespół malowideł przedstawiających w części podłużnej nawy postacie Apostołów, św. Krzysztofa z Chrystusem i w wielobocznym prezbiterium Świętych Dziewic
- 1402 – w Krakowie osiągnięto porozumienie w sprawie sprzedaży przez Luksemburgów wsi wraz z Nową Marchią Koronie Polskiej, jednakże ostatecznie region został sprzedany zakonowi krzyżackiemu
- 1419 – spór pomiędzy joannitami a wójtem krzyżackim o most na Warcie w Santoku, w wyniku którego joannici chwarszczańscy zostali poddani represjom[36]
- 1433-34 – zbrojne najazdy dokonane przez wójta krzyżackiego Henryka von Rabenstein na dwór chwarszczański i konfiskata mienia komandorii; represje wobec joannitów spowodowane były tym, iż podczas najazdu husycko-polskiego oddali oni Polakom Santok i wpuścili do Nowej Marchii najeźdźców[37]
- X.1433 – wygnany z Chwarszczan komtur Bruker i komtur swobnicki Nickel von Thierbach udają się na dwór księcia szczecińskiego Kazimierza V ze skargą na zakon krzyżacki; przy jego pośrednictwie zawarto następnie w Malborku ugodą na mocy której Chwarszczany miały być zwrócone joannitom do 11 listopada 1434 r.[36]
- 2.10.1434 – cesarz Zygmunt nakazuje wielkiemu mistrzowi krzyżackiemu zwrot Chwarszczan[36]
- 15.04.1435 – zaangażowanie w spór najwyższych władz świeckich i kościelnych kończy spór komandorii chwarszczańskiej z zakonem krzyżackim wydaniem wyroku korzystnego dla joannitów; wielki mistrz zakonu krzyżackiego wybaczył joannitom zdradę, zrezygnował z roszczeń materialnych i oddał Chwarszczany, ale pod warunkiem, iż komtur chwarszczański Bruker, burgrabia sanocki Runge i pleban choszczeński Stefan zostaną skazani na banicję[36][37]
- 1454/55 – po wybuchu wojny polsko-krzyżackiej Krzyżacy sprzedają wieś i region w celu pozyskania środków na prowadzenie wojny
- 1460 – elektor Fryderyk II potwierdza joannitom ich włości, m.in. Chwarszczany, Sulęcin, Ostrów
- 1532 – na terenie Nowej Marchii wprowadzono protestantyzm jako religię obowiązującą
- 15.06.1540 – komandoria Chwarszczany zostaje przejęta przez margrabiego Jana z Kostrzyna; joannici zostają zmuszeni do przeniesienia konwentu do Świdwina[38]
- 1545 – w Chwarszczanach zorganizowano siedzibę domeny państwowej[38], do której należało 9 wsi (Chlewice, Cychry, Dargomyśl, Gudzisz, Kaleńsko, Krześnica, Mościce, Sarbinowo, Szumiłowo[39]), 2 kolonie (Porzecze i Reczyce) oraz miasto prywatne Boleszkowice (od 1473 r. stanowiące własność margrabiów)[40]. Wówczas to, w sąsiedztwie średniowiecznych zabudowań założono folwark, nie było natomiast wsi chłopskiej. Kaplica zamieniona zostaje na zbór protestancki służący miejscowej gminie.
- 1618-1648 (wojna trzydziestoletnia) – liczba ludności w regionie zmalała o 1/3
- Przed 1663 – wymienia się kościół w Chwarszczanach jako filię parafii w Cychrach
- 1701 – powstanie Królestwa Prus
- 1718 – nie wymienia się w Chwarszczanach żadnych chłopów; jest tu natomiast karczma oraz młyn
- 25.08.1758 – prusko-rosyjska bitwa pod Sarbinowem; wojska rosyjskie niszczą wieżę i dach kościoła
- 1760 – kościół zostaje odbudowany; podniesiono nieznacznie elewację wieży i wprowadzono nowy dach, o zmienionej geometrii
- Pocz. XIX w – wykształcanie się nowożytnej wsi; rozwój folwarku związany z uprawą ziemi i hodowlą zwierząt oraz w mniejszym zakresie z działalnością przemysłową (młynarstwem, gorzelnictwem)
- 1804 – w Chwarszczanach wymienia się dwóch chałupników
- 1806–1807 – Nowa Marchia pod okupacją wojsk napoleońskich; na mocy traktatu w Tylży w dniu 12.07.1807 wojska francuskie opuszczają terytorium państwa pruskiego z wyjątkiem niektórych ważniejszych twierdz, pod warunkiem spłaty bądź zabezpieczenia nałożonej na Prusy kontrybucji wojennej
- 1807–1811 – reformy gospodarcze Steina- Hardenberga dotyczące zniesienia poddaństwa chłopów w Prusach
- 1815–1818 – reformy administracyjne Prus zmieniają strukturę Nowej Marchii; wieś należy do powiatu Kostrzyn, w rejencji frankfurckiej, w prowincji brandenburskiej
- 1809 – domenę liczącą 2752 morgi ziemi obsługuje dwóch budników i pięciu komorników, zatrudniony jest też bednarz, kołodziej i felczer; zabudowa folwarku poszerza się też o karczmę, młyn wodny i tartak
- 1850 – do domeny chwarszczańskiej należą dwa inne folwark]i: w Krześnicy i Cychrach; areał folwarku wynosił prawie 900 ha (w tym ok. 730 ha gruntów ornych i ponad 100 ha łąk); z tego okresu pochodzi również krajobrazowe założenie parkowe zlokalizowane nad rzeką Myślą.
- 1859 – wykonanie maswerków okiennych w kaplicy
- 2 poł. XIX w. – folwark rozbudowany zostaje do dużego założenia gospodarczego zlokalizowanego w okolicy kaplicy
- 1870 i 1898 – w kaplicy prowadzone są prace konserwatorskie obejmujące m.in. rewaloryzację średniowiecznych malowideł; z tego też czasu pochodzi neogotycka zakrystia wybudowana przy północnej elewacji kaplicy
- 1871–1918 – Nowa Marchia w ramach zjednoczonej Drugiej Rzeszy Niemieckiej

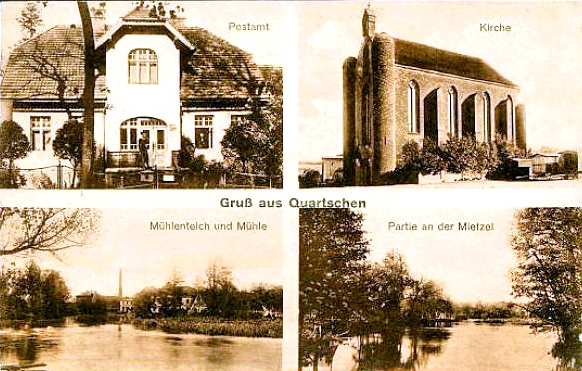
Chwarszczany – pocztówka z 1926 roku

- XIX/XX w. – powstaje zespół młyński z kaszarnią (młynówka z 1895 r., młyn i kaszarnia z ok. 1914 r.)
- 1929 – dzierżawcą folwarku chwarszczańskiego jest Scherz; areał wynosi 610 ha, hodowla 60 koni, 160 sztuk bydła, ok. 300 owiec
- 4.02.1945 – majątek zajęty przez wojska 5 Armii 1 Frontu Białoruskiego; zniszczono część zabudowy gospodarczej, zdewastowano dwór, który przetrwał do początku lat 60. XX w. (obecnie nie istnieje); zachował się natomiast zespół młyński z kaszarnią
- Po 1945 – majątek domeny państwowej zostaje znacjonalizowany i powstaje państwowe gospodarstwo rolne podległe kolejno nadrzędnym jednostkom w Dębnie, Barlinku, Myśliborzu i Wysokiej
- 1947 – grunty majątku częściowo rozparcelowano
- 20.11.1948 – poświęcenie kościoła jako świątyni filialnej parafii w Sarbinowie
- Po 1949 – zamalowane zostają polichromie ścienne w kościele
- Pocz. lat 60. XX w. – rozebrano dwór we folwarku
- 1975 – w wyniku pozostawienia jałowej śluzy w młynie, zamkniętej w okresie silnego przyboru wód, Myśla ominęła śluzę i wytyczyła nowe koryto; doprowadziło to do unieruchomienia młyna i kaszami
- 1988 – młyn ponownie uruchomiono, w oparciu o napęd elektryczny
- Po 1990 – nieruchomości gospodarstwa rolnego wraz z ziemią przejmuje Agencja Nieruchomości Rolnych Skarbu Państwa
- 1996/97 – konserwator Tadeusz Makulec ze Szczecina podejmuje prace przy odsłanianiu i konserwacji polichromii w kościele
- 2003 – przy Muzeum Pojezierza Myśliborskiego w Myśliborzu powstaje zespół, który następnie tworzy interdyscyplinarny projekt o charakterze badawczo-konserwatorskim dotyczący dziejów komandorii templariuszy i joannitów w Chwarszczanach
- 25.08.2005 – na obszarze dawnego założenia templariuszy powstaje Park Kulturowy Chwarszczany
- 10.07.2006 – rejestracja Stowarzyszenia Szlak Templariuszy z siedzibą w Raszynie[41]
- 5.08.2010 – wyrokiem Wojewódzkiego Sądu Administracyjnego w Szczecinie uznano funkcjonowanie Parku Kulturowego w Chwarszczanach za niezgodne z prawem[42]

## Projekt Chwarszczany
Interdyscyplinarny projekt o charakterze badawczo-konserwatorskim dotyczący dziejów komandorii templariuszy i joannitów w Chwarszczanach, realizowany przez Muzeum Pojezierza Myśliborskiego w Myśliborzu. Do celów projektu należą: przeprowadzenie studiów związanych z dziejami kaplicy stanowiącej centrum dawnego założenia, uzyskanie odpowiedzi na pytania związane z zasięgiem i charakterem średniowiecznej komandorii oraz rozpoznanie pozostałości wcześniejszego osadnictwa z okresu pradziejów i wczesnego średniowiecza, a także popularyzowanie wizerunku kaplicy i ratowanie unikalnego cyklu średniowiecznych malowideł, które wymagają natychmiastowej konserwacji. Patronat medialny nad projektem objęły: kwartalnik „Gazeta Rycerska” i miesięcznik „Odkrywca”.

## Prace archeologiczne

### Sezon 2004
- IV-V 2004 – analiza źródeł archiwalnych i wykonanie sieci odwiertów, których wyniki stały się podstawą do wytyczenia właściwych sondaży (wykopów) archeologicznych

- 12.07-30.09.2004 – prace wykopaliskowe drugiego etapu badań; założono 6 wykopów, w tym 2 przylegające do ścian świątyni

Wynik prac potwierdziły, że obecna kaplica została wzniesiona na pozostałościach starszej, mniejszej budowli i przylegającego do niej cmentarza. Wewnątrz odsłonięto fragmenty średniowiecznej posadzki. Na zewnątrz pod fundamentami kaplicy i na obszarze wokół niej odkryto relikty (jamy odpadowe, spiżarnie, paleniska itp.) znacznych rozmiarów osady, zamieszkanej od ok. 500 r. p.n.e. Po północnej stronie świątyni odsłonięto część najstarszego cmentarza zakonnego z XIII w. Groby odkryto także przy dawnym południowym wejściu do kaplicy, w tym pochówek zakonnika – templariusza, datowany na ok. 1230-1280.
Badania nie potwierdziły hipotezy, że templariusze zbudowali komandorię w pobliżu słowiańskiej wsi. Wieś Chwarszczany powstała znacznie później, w okresie nowożytnym.

### Sezon 2005
- lipiec-listopad 2005 – prace wykopaliskowe; założono 4 wykopy po zachodniej stronie kaplicy[43]

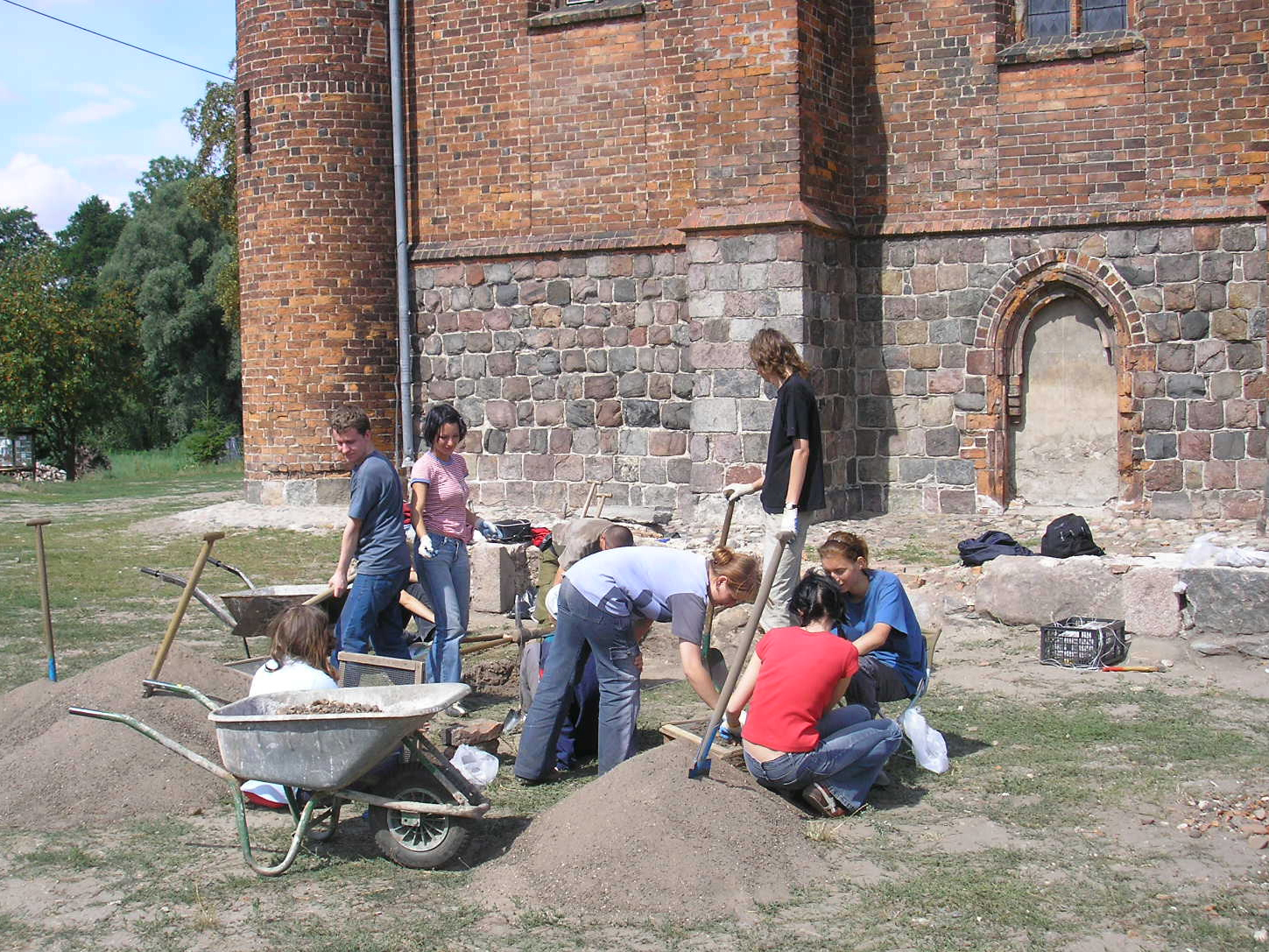
Uczestnicy wykopalisk – studenci UAM i UMK. Rok 2006

W wykopach usytuowanych przy murze i w piwnicy stojącego obok kaplic domu poszukiwano śladów tzw. wielkiej sali. Przy ścianie budynku odsłonięto granitowe fundamenty starszej budowli z okresu średniowiecza z wtórnie użytymi gotyckimi cegłami, nie znaleziono jednak bezpośrednich dowodów na istnienie w tym miejscu domu templariuszy. Podczas wykopów znaleziono również wiele drobnych przedmiotów z czasów templariuszy i joannitów: m.in. grot strzały z XIII w., monetę – brakteat guzikowy z XVI w., żelazną sprzączkę od pasa (przy kościach zakonnika). W pobliżu kaplicy odkryto część zakonnego cmentarza z 12 grobami.
Kilkadziesiąt metrów na zachód od kaplicy spodziewano się znaleźć relikty średniowiecznej przeprawy, jednakże poza pojedynczymi elementami nowożytnych konstrukcji drewnianych, odkryto tam tylko średniowieczne warstwy kulturowe związane z osuwaniem się wzgórza.
W trakcie obniżania terenu związanego z osuszaniem zawilgoconych murów kaplicy, odsłonięto na wprost portalu południowego granitowe mury nieznanej budowli dostawionej w okresie późnego średniowiecza przez joannitów. Przy obiekcie nie prowadzono badań archeologicznych, odsypano tylko i oczyszczono konstrukcję muru. Ponadto przy świątyni, spod zwałów gruzu i kamieni wyciągnięto fragmenty zniszczonej, pochodzącej z kaplicy płyty nagrobnej, zmarłego w XVII w. zarządcy domeny chwarszczańskiej – Hansa von Rotkircha.

### Sezon 2006 i 2007
Prace archeologiczne kontynuowane były w sezonach 2006 i 2007. W dniach 17-19 września 2007 r. odbył się festyn historyczny.

### Sezon 2008
Od 4.08.2008 r. trwa 5 sezon badań archeologiczno-architektonicznych. Kontynuowane są prace w wykopie przy domniemanej przeprawie lub przystani na rzece Myśli (na zach. od kaplicy, gdzie odkryte zostały belki drewniane, być może pozostałości budynku gospodarczego z XVI w., albo drewniane umocnienie dawnego brzegu rzeki) oraz w nowym wykopie przy płn.-zach. wieży kaplicy, gdzie badany jest m.in. przebieg muru odkrytego w pierwszym sezonie badań.
Badania sondażowe wewnątrz kaplicy potwierdziły fakt istnienia wcześniejszej, romańskiej kaplicy z około poł. XIII w. Odkryto fragmenty fundamentu przylegające od wewnątrz do ławy fundamentowej kaplicy gotyckiej.
W dniach 16-17.08.2008 odbył się festyn historyczny.

## Komandoria

### Komturzy
Templariusze
| Lata      | Komtur                |
| --------- | --------------------- |
| 1251      | Jan                   |
| 1262-1276 | Zygfryd               |
| 1282-1285 | Henryk                |
| 1291-1295 | Bernard von Eberstein |
| 1308      | Günter von Köthen     |
| 1312      | Jan von Wartenberg    |

Joannici
| Lata       | Komtur                     |
| ---------- | -------------------------- |
| 1318?-1335 | Gebhard von Bortfelde      |
| 1344-1345  | Burchard von Saldern       |
| 1354       | Bertold von Hugen          |
| 1360-1361  | Jordan von Vrekleve        |
| 1368       | Stefan von Klebelow        |
| 1372-1376  | Henryk von Wedel           |
| 1420       | Henryk von Arnim           |
| 1433-1434  | Bernard Bruker             |
| 1435       | Nickel von Thierbach       |
| 1438       | Herman Knut                |
| 1440       | Konrad von Redern          |
| 1440-1442  | Bernard Bruker             |
| 1474-1479  | Jerzy von Schlabrendorff   |
| 1484       | Zygmunt Prosor             |
| 1493-1494  | Jakub von Barfuss          |
| 1495       | Jakub Brasse               |
| 1506-1507  | Zygmunt von Schlabrendorff |
| 1522-1523  | Veit von Thümen            |
| 1529-1540  | Melchior von Barfuss       |

### Teren komandorii
Komandoria zajmowała płaskie wzniesienie w kształcie elipsy o wymiarach 100 × 150 m. Od zachodu przylegała do rzeki Myśli, z pozostałych stron poprzedzał ją stumetrowy pas moczarów, co nadawało miejscu charakter obronny. Na terenie założenia znajdowały się dziedzińce reprezentacyjny i gospodarczy, zaś brama wjazdowa znajdowała się po stronie południowej w tym samym miejscu, gdzie obecnie przebiega brukowana droga prowadząca do świątyni. Oprócz zachowanej do dziś kaplicy, inną budowlą w ramach ośrodka była tzw. Wielka Sala (rodzaj kapitularza). W skład zabudowań gospodarczych wchodziły z pewnością stajnie, spichlerze, owczarnie, czy gołębniki. W sąsiedztwie założenia znajdował się młyn wodny, wzmiankowany w 1335 r., choć zapewne wybudowany wcześniej.

### Fundacje kościołów
Na terenie swoich posiadłości templariusze wznieśli kościoły w Cychrach, Dargomyślu i Oborzanach. Były to budowle romańskie, założone na planie prostokątnym bez wyodrębnionego prezbiterium i wieży po stronie zachodniej, nie różniące się od innych kościołów parafialnych budowanych w tym czasie w regionie.

### Akcja kolonizacyjna
Nadania dla templariuszy powodowane były prawdopodobnie dążeniem do zabezpieczenia pogranicza wielkopolsko-pomorskiego oraz zagospodarowaniem terenu na prawie niemieckim. Był to region przeważnie zalesiony i słabo zasiedlony. Podobnie jak w przypadku innych komturii, również chwarszczańska z pewnością prowadziła działalność kolonizacyjną. Spośród wymienionych w 1262 r. w układzie z margrabiami brandenburskimi wsi, przynajmniej część musiała być założona przez templariuszy.

### Gospodarka
Niewiele wiadomo na temat działalności gospodarczej templariuszy na pograniczu wielkopolsko – pomorsko – brandenburskim. Z pewnością hodowali konie, bydło, posiadali prawdopodobnie liczne stado owiec, skoro jeden z polskich templariuszy nosił tytuł mistrz pasterzy (magister opillionum). Uprawiali również na swój rachunek ziemię. Na podstawie późniejszych dokumentów joannitów można przypuszczać, że templariusze zajmowali się połowem ryb w Myśli, prawdopodobnie również wykorzystywali swoje prawo do posiadania młynów na rzece Myśli, z których jeden wzmiankowany był w Chwarszczanach w 1335 r. Jednak głównym zajęciem templariuszy było zarządzanie, administrowanie, ściąganie podatków, czyli generowanie dochodów i ich pomnażanie.

## Ludność
| Rok  | Ludność |
| 1933 | 454     |
| 1939 | 457     |
| 1985 | 203     |
| 1990 | 198     |
| 2005 | 222     |

## Gospodarka
- Działalność rolnicza: na terenie sołectwa funkcjonuje 33 gospodarstwa rolne; grunty orne zajmują pow. 340 ha, sady 5,5 ha, łąki 40 ha, pastwiska 22,5 ha.[potrzebny przypis]
- W miejscowości działało państwowe gospodarstwo rolne – Gospodarstwo Chwarszczany, wchodzące w skład Zakładu Rolnego Wysoka Myśliborskiego Kombinatu Rolnego.
- Działalność gospodarcza: mała elektrownia wodna, produkcja wyrobów tartacznych, restauracja „Templum” Anna Katarzyna Litwin, sklep spożywczo-przemysłowy. Na terenie zespołu młyńskiego produkowane są tradycyjne miody pitne rodziny Piwowar.

## Organizacje i instytucje
- Ochotnicza Straż Pożarna (remiza zlokalizowana w centrum wsi, naprzeciwko zespołu młyńskiego)
- Wiejski ośrodek kultury (obok dawnej szkoły)

## Edukacja
Dzieci i młodzież miejscowa uczęszczają do szkoły podstawowej i gimnazjum w Boleszkowicach, a dzieci w wieku przedszkolnym (obowiązkowo dzieci 6-letnie) oraz z klas I-III do Szkoły Podstawowej w Gudziszu

## Atrakcje turystyczne

### Park Kulturowy
Utworzony uchwałą Nr/ 147 /2005 Rady gminy Boleszkowice z 25.08.2005 r. Obejmuje on obszar dawnego założenia komandorii templariuszy i joannitów, wraz z nowożytnym folwarkiem. Na terenie dawnej komandorii corocznie organizowane są koncerty muzyki średniowiecznej, konferencje naukowe oraz festyny rycerskie.

### Kaplica

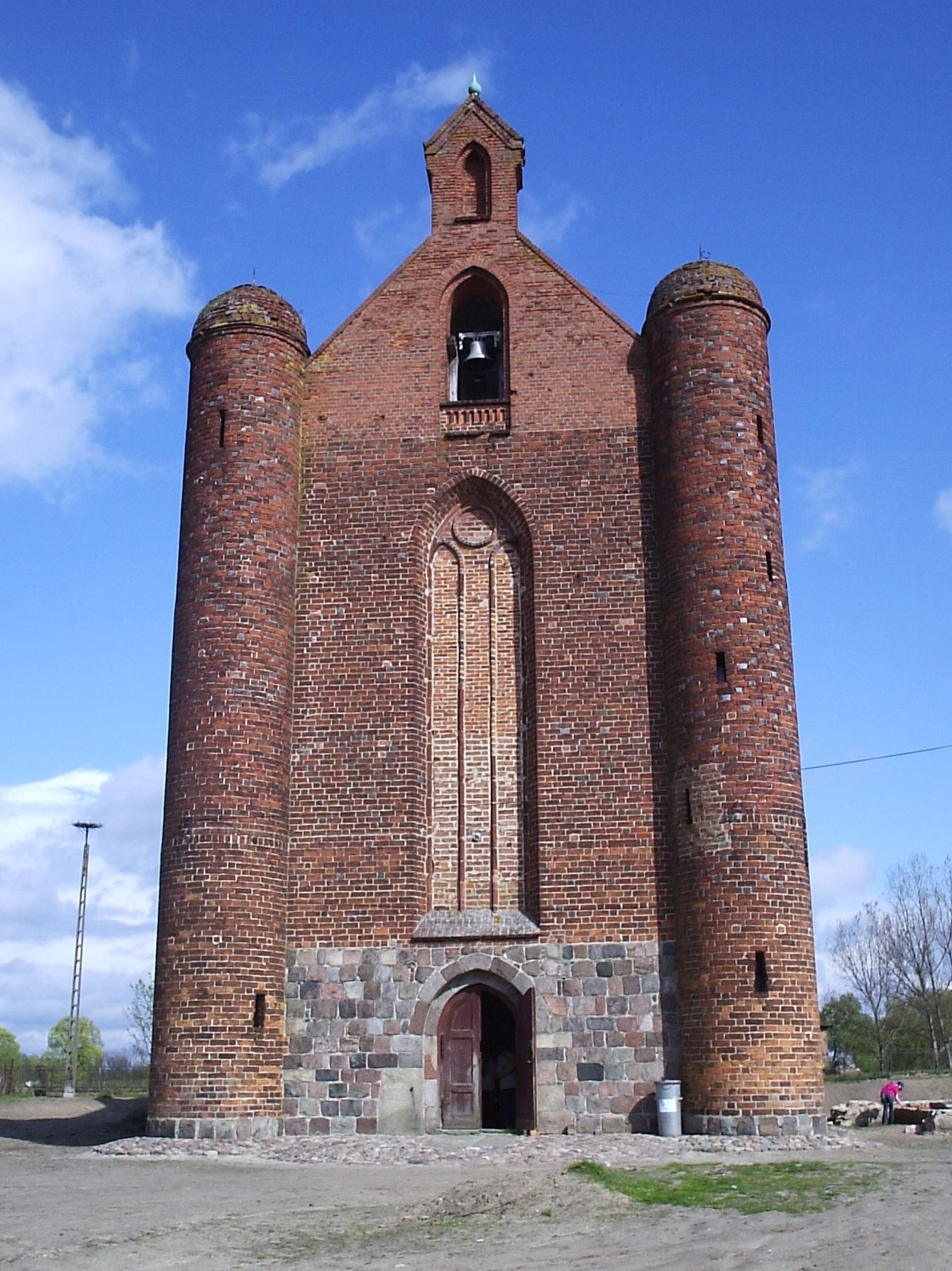
Fasada kaplicy

Kościół św. Stanisława Kostki jest jednym z najcenniejszych zabytków Pomorza Zachodniego. Wybudowany przed 1280 r. w stylu gotyku redukcyjnego.

### Pozostałe
- Zespół młyński z kaszarnią – powstał na przełomie XIX/XX w. (młynówka w 1895 r., młyn i kaszarnia ok. 1914 r., niewykluczone, że na miejscu wcześniejszego młyna) w obrębie dużego gospodarstwa rolnego, którego właściciel posiadał również młyn w Dargomyślu i kilka innych zakładów rolno-spożywczych. Obiekt przetrwał II wojnę światową, obecnie produkuje się tutaj regionalne miody pitne. W 1975 r. w wyniku pozostawienia jałowej śluzy zamkniętej w okresie silnego przyboru wód, rzeka Myśla ominęła śluzę i wytyczyła nowe koryto, co doprowadziło do unieruchomienia młyna i kaszami. W 1988 r. uruchomiono młyn ponownie, ale już w oparciu o napęd elektryczny. Młyn należał do PGR Wysoka, po jego likwidacji, na początku lat. 90. XX w. młyn zaprzestał działalności. Obecnie jest własnością prywatną. Myśla zaś powróciła do dawnego koryta w związku z budową małej elektrowni wodnej.

- Kuźnia – powstała w pocz. XIX w., zbudowana z cegły ceramicznej i surowej, nakryta wysokim dachem dwuspadowym; obiekt zlokalizowany przy południowej granicy założenia folwarcznego, w obrębie niewielkiej zagrody (nr 2). Obecnie w stanie bliskim katastrofy budowlanej, pozbawiona całkowicie wyposażenia.

- Park dworski – założony w 2 poł. XIX w. w płd.-zach. części założenia, pomiędzy rzeką Myślą a drogą prowadzącą do dawnego folwarku (zdewastowany dwór rozebrany w pocz. lat 60. XX w.) Do naszych czasów zachowała się niewielka część dawnego założenia parkowego, o powierzchni ok. 30 arów. Pozostała część jest zabudowana i przekształcona w sposób uniemożliwiający powrót do dawnego założenia (także z powodu podziałów geodezyjnych). W granicach istniejącego parku znajdują się 24 gatunki roślin drzewiastych, w tym 15 gatunków drzew liściastych i 9 gatunków krzewów liściastych. Drzewostan parku tworzą: klony, graby, jesiony, wiązy, kasztanowce, lipy, wierzby, topole. Starodrzew zachował się w 70%. Nie ma drzew i krzewów iglastych. Z okazałych drzew wyróżniają się: Kasztanowiec zwyczajny – 410 cm obwodu pnia, 30 m wysokości 20 m zasięg korony i lipa drobnolistna – 295 cm obwodu pnia, 32 m wysokości, 16 m zasięg korony.

- kasztanowiec w pobliżu kaplicy, o obwodzie pnia 420 cm.